# Operație (matematică)
- +, plus (adunare)

Aritmetică elementară operații: +, plus (adunare)
−, minus (scădere)
÷, obelus (împărțire)
×, înmulțit (înmulțire)

În matematică, o operație reprezintă un proces de calcul cu 0 sau mai multe argumente (numite operanzi) sau valori de intrare, prin care se obține o valoare de ieșire. Numărul operanzilor reprezintă aritatea operației. Cele mai studiate operații sunt cele binare, de aritate 2, precum adunarea și înmulțirea, și operații unare, de aritate 1, precum negarea și inversarea (prin care se obține valoarea inversă a unui număr care, multiplicat cu argumentul, dă rezultatul 1).
O operație de aritate 0 este o constantă. Produsul vectorial ternar sau mixt (i.e. produsul scalar al produsului vectorial cu un vector) este un exemplu de operație de aritate 3, sau operație ternară. În general, aritatea se presupune a fi finită, însă operațiile de aritate infinită sunt uneori considerate. Astfel, operațiile de aritate finită mai sunt numite și operații finite.  Operațiile pot avea și operanzi nenumerici, de exemplu mulțimi, propoziții cognitive, forme și corpuri geometrice (transformări geometrice), etc.   

## Tipuri de operații

O operaţie binară ia două argumente si şi întoarce rezultatul

Cele mai întâlnite tipuri de operații sunt: operațiile unare și operațiile binare. Operațiile unare implică un singur argument, precum negarea și funcțiile trigonometrice. De cealaltă parte, operațiile binare implică două argumente, precum adunarea, scăderea, înmulțirea, împărțirea și ridicarea la putere.
Operațiile pot implica și obiecte matematice, altele decât numerele. Spre exemplu, valorile logice adevărat și fals ale propozițiilor cognitive pot fi combinate cu ajutorul operatorilor logici, precum conjuncția, disjuncția și negația. De asemenea, se pot efectua operații cu vectori. Rotațiile pot fi combinate folosindu-se operația de compunere a funcțiilor, efectuând prima rotație iar apoi a doua. Operațiile cu mulțimi includ operații binare (precum reuniunea și intersecția) și operații unare (precum complementarea). Operațiile pe funcții includ compunerea și convoluția.
Anumite operații pot fi nedefinite pentru anumite valori (adică argumente). Spre exemplu, împărțirea la zero a numerelor reale este nedefinită, precum este și extragerea rădăcinii pătrate dintr-un număr negativ. Valorile pentru care o operație este definită fac parte din domeniul operației. Mulțimea ce conține potențialele valori de ieșire ale operației se numește codomeniu, iar mulțimea de valori obținută propriu-zis în urma unei operații se numește imaginea operației (adică imaginea funcției). Spre exemplu, pentru numerele reale, operația de ridicare la pătrat produce exclusiv valori non-negative; prin urmare, codomeniul este mulțimea numerelor reale, dar imaginea operației este mulțimea numerelor reale non-negative.
Operațiile pot implica obiecte diferite. Astfel, un vector poate fi înmulțit cu un scalar pentru a forma un alt vector. Produsul intern a doi vectori are ca valoare de ieșire un scalar. O operație poate, sau nu, să aibă anumite proprietăți, precum: asociativitatea, comutativitatea, anticomutativitatea, idempotența șamd.
Valorile de intrare se mai numesc operanzi sau argumente, iar valorile de ieșire se mai numesc rezultate ale operației.
Operația este asemenea unui operator, dar punctul de vedere diferă. Spre exemplu, se spune "operația de adunare" când se face referire la operanzi și la rezultat, dar se spune "operator aditiv" când se face referire la procesul propriu-zis, ce poate fi exprimat abstract cu ajutorul funcției:  + : S × S → S.

## Descriere generală
O operație ω este o funcție de forma ω : V → Y, unde V ⊂ X1 × ... × Xk. Mulțimile Xk se numesc domeniile operației, mulțimea Y numindu-se codomeniul operației, și numărul non-negativ k  (arătând numărul argumentelor) se numește aritatea (sau tipul) operației. Prin urmare, o operație unară are aritatea unu, iar o operație binară are aritatea doi. O operație de aritate zero, numită și operație nulară, redă direct un element al codomeniului Y. O operație de aritate k se numește o operație k-nară. Deci, o operație k-nară este o relație (k+1)-ară funcțională pe primele k domenii (datorită existenței posibilității operației nulare).
Cele de mai sus descriu o operație finită, datorită argumentelor finite k. Aritatea poate însă fi și ordinal-infinită sau cardinal-infinită, sau chiar o mulțime arbitrară ce indexează argumentele..
Deseori, termenul de operație implică ideea că domeniul funcției este o putere a codomeniului (i.e. produsul cartezian al codomeniului cu sine însuși de una sau mai multe ori), deși aceasta nu reprezintă o universalitate, o excepție fiind înmulțirea unui vector cu un scalar.